# 제1보병사단 (대한민국)
제1보병사단(第一步兵師團, 1st Infantry Division, 상징명칭: 전진부대)은 대한민국 육군 최초의 보병사단으로서 한국 전쟁 이전에 창설된 부대이며, 경례구호는 ‘전진’이다.
48년 송악산 전투에서 국가를 위해 목숨을 바친 육탄 10용사가 속한 부대이며, 한국전쟁 때 다부동 전투, 평양선봉입성, 베티고지 전투 등 단 한번도 북한군에게 진 적이 없는(북한군에게 밀려 후퇴를 한 적은 있다) 부대이며, 1950년 10월 19일 대한민국 국군 최초로 주적의 수도인 평양 탈환에 성공하여 이승만 대통령에게 전진 휘호를 받아 전진부대가 되었다. 그래서 이 사단은 일반적인 경례구호인 "충성" 대신 "전진"을 붙인다.
현재 1보병사단은 동쪽으로 임진강서쪽 지역부터 남북경협의 상징인 개성공단 출입로, 도라산역, 도라전망대, 자유의 마을, JSA 등과 같은 가장 중요한 위치의 경계를 맡고 있는 부대이기도 하다. 또한 전두환 전 대통령이 군재직시절 한 때 이 부대의 지휘관이였다는 사실은 널리 알려져 있으며, 전두환 사단장 시절인 1978년에 북한군이 침투를 위해 파놓은 제 3 땅굴을 발견하였다.
2020년 12월에는 연대급 부대가 여단으로 승격했다.

## 역사

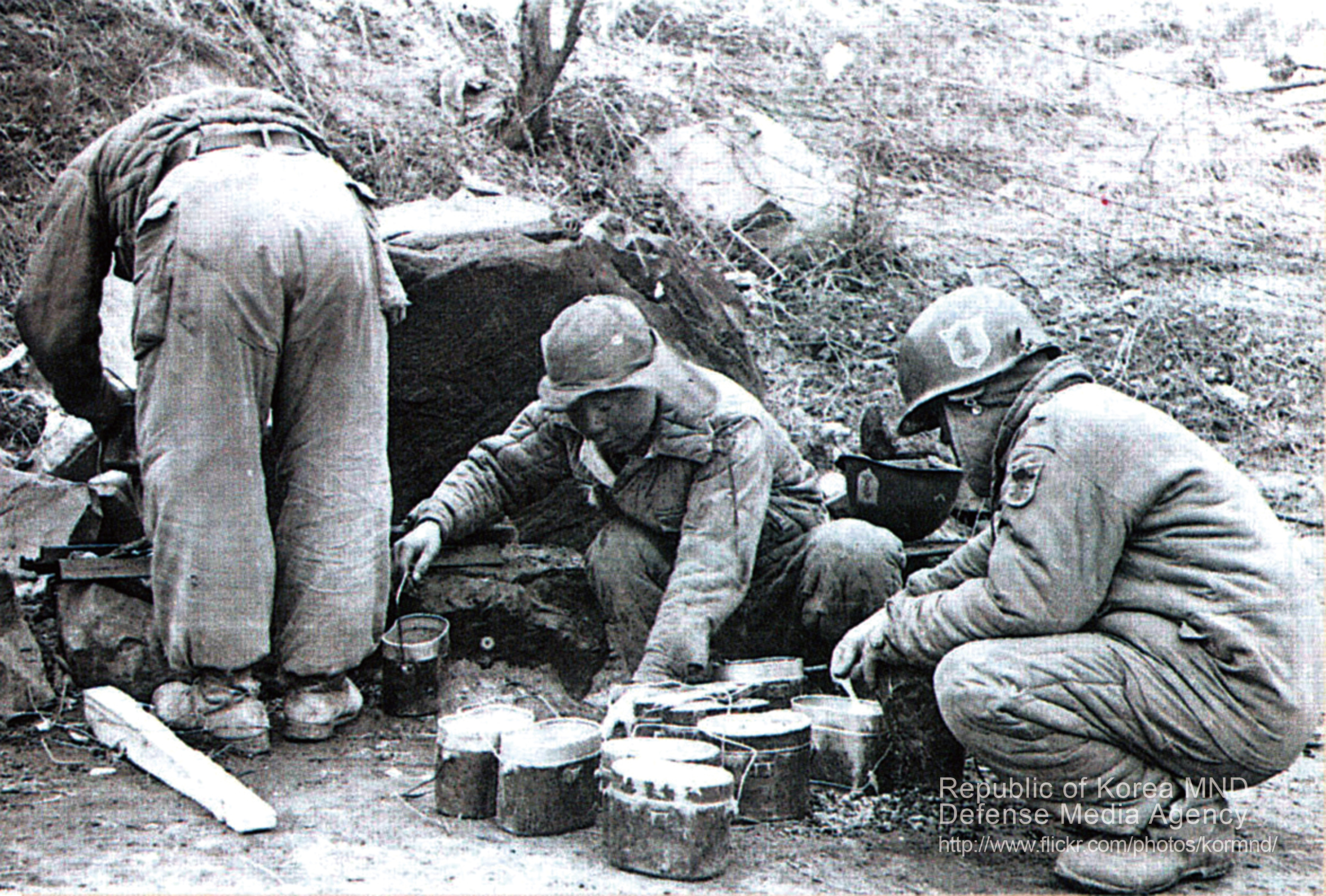
6.25 전쟁 중 전선에서 식사를 준비하고 있는 1사단 장병들의 모습 (1951년)

제1보병여단(초대 여단장 송호성 준장)이 1947년 12월 1일 창설되었다.  제1보병여단은 1948년 1월 초순부터 38선에 대한 경비대를 파견하였다. 이 무렵  소수의 미군만이 배치되었던 문산 북쪽 임진강나루에는 경비의 소홀함을 틈타서 북한군이 자주 침범했기 때문에, 1여단장은 경계강화책으로 보병 1개중대를 출동시켜 미군과 합동근무케 하였다. 1948년 5월 4일 송악산 전투에서는 적의 토치카를 박격포탄과 수류탄을 들고 육탄으로 파괴하고 장렬히 순국한 육탄 10용사가 있다. 제1보병여단은 지속적으로 병력을 증강하여 1949년 5월 12일에 사단으로 승격되었다. 한국전쟁 전 사단 사령부는 수색에 두었고, 경기도 문산 및 개성 방어를 담당했다. 한국 전쟁 발발 직전, 인원 규모는 다음과 같다: 11연대 2,527명, 12연대 2,728명, 13연대 2,578명, 총원 9,715명(공병, 포병대대 등 직할부대 포함) 다른 국군 사단들처럼 1 보병사단도 한국전쟁 초기 북한군의 T-34를 앞세운 기습공격에 속수무책으로 당했다. 사단장 백선엽 대령은 당시 육군본부로부터 3개월 간의 고급간부교육 파견명령을 받고 최경록 부사단장에게 부대지휘를 인계하고 피교육생 신분으로 시흥보병학교에서 피교육생으로 교육을 받고 있던 상황으로 자리를 비운 상태였으며, 사단은 처음 접하는 전차에 큰 피해를 입었다.
그러나 다행히도 사단장의 복귀 후 전열을 재정비하여 봉일천에서 밀려오는 적군에 대해 필사적으로 반격작전을 감행하였지만 전력의 차이는 컸다. 결국 예하 포병대대의 포탄마저 바닥난 상태에서 우측방의 7사단이 방어하던 의정부전선이 무너져 북한군의 일부가 서울에 침입하고, 이 여파로 육상 철수수단이었던 한강교의 조기 폭파로 퇴로가 차단된 1사단은 뗏목, 나룻배 등의 수단을 통하여 한강을 건너 시흥군으로 철수했다. 하지만, 이 과정에서 대부분의 중화기를 상실하였고, 많은 병력도 잃은 상태였다. 이때 부대재편을 통하여 기존 13연대와 새롭게 편입된 지원부대인 5사단 15연대를 통합하여(15연대로의 명칭변경은 낙동강 방어전시 변경), 예하부대는 11연대, 12연대, 15연대로 재편되었다.
1사단은 낙동강 전선까지 후퇴했고, 다부동 전투를 승리로 이끌어 대구와, 낙동강 이남을 적으로부터 지켜냈다. 그 후 미국 1군단의 제24보병사단, 제1기병사단과 함께 배속되어 인천 상륙 작전이후 반격전에 참가하여, 1950년 10월 19일 평양에 선봉으로 입성하여 이를 완전 정복하는 쾌거를 올리게 된다. 그 후 10월 20일 평양선봉입성 공적으로 1사단 전 장병은 1계급 특진하게 되었고, 이승만 대통령은 1보병사단에 대통령 표창과 더불어 전진 휘호를 내리게 된다. 이후 1사단은 전진부대로 불리게 되었다.
1953년 휴전 협정조약이 체결되던 당시, 현재는 파주쪽의 비무장 지대내에 있는 베티 고지를 점거하고 있던 1사단 11연대 김만술 상사가 이끄는 1개 소대가 중공군 2개 대대를 맞서싸워 이기는 대승을 거뒀다. 그 결과로 (김만술 소위는 특무상사에서 현지 임관 되었고, 소위 임관 후 소대장으로 임지에 도착한 날 베티고지 전투를 시작했음.)에 태극무공훈장을 받았고, 생존자들은 베티고지의 영웅들로 추앙받았다.
1사단은 미군으로부터 155mm 야포와 M36잭슨 구축전차를 지원받아 혁혁한 공을 세웠다.
2023년 12월, 입영자수 감소로 인해 1군단예하 사단인 1, 9, 25사단의 신병교육대대를 해체하였다.

## 편성

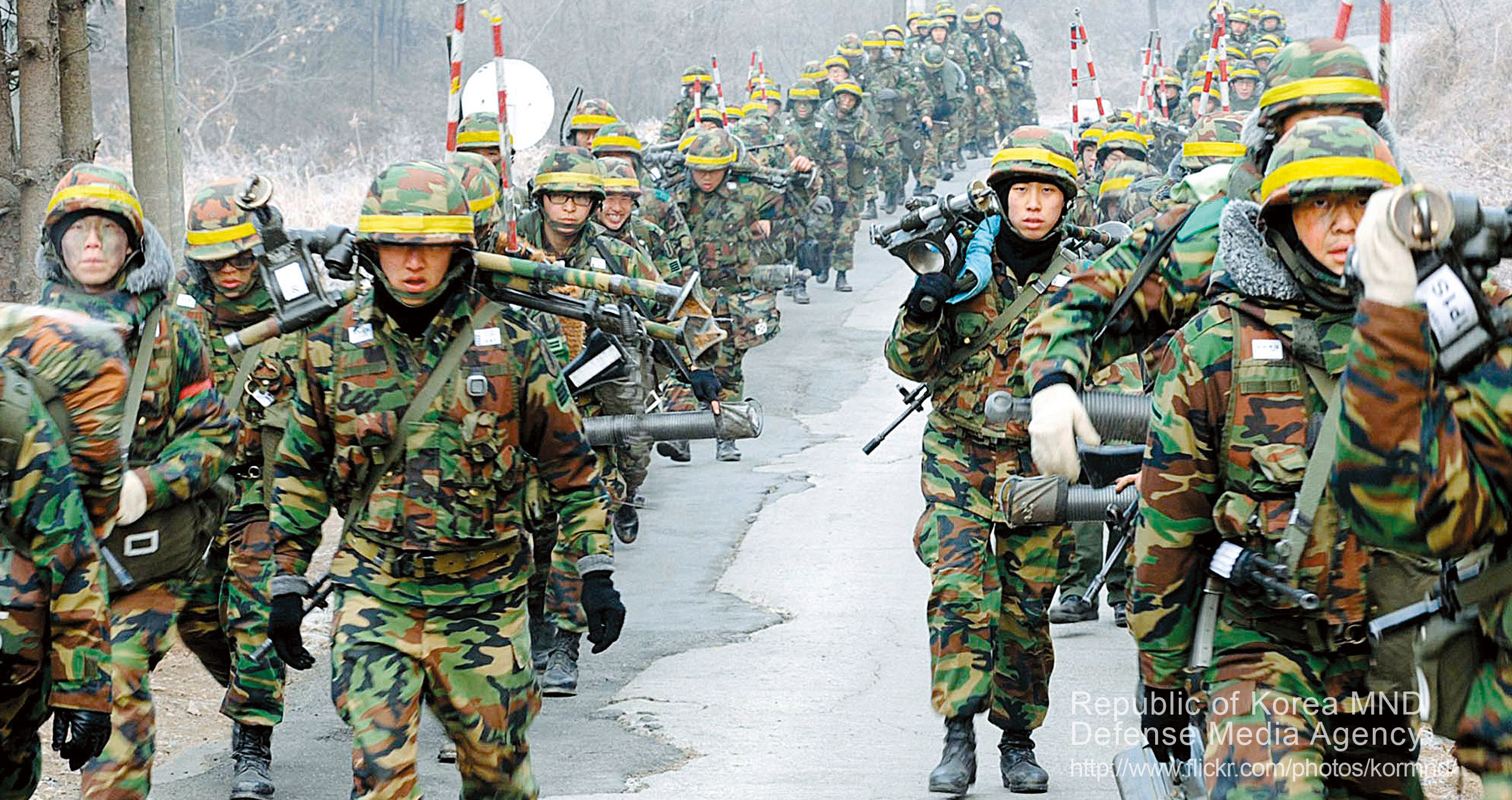
훈련 중 행군하고 있는 제1보병사단 장병들

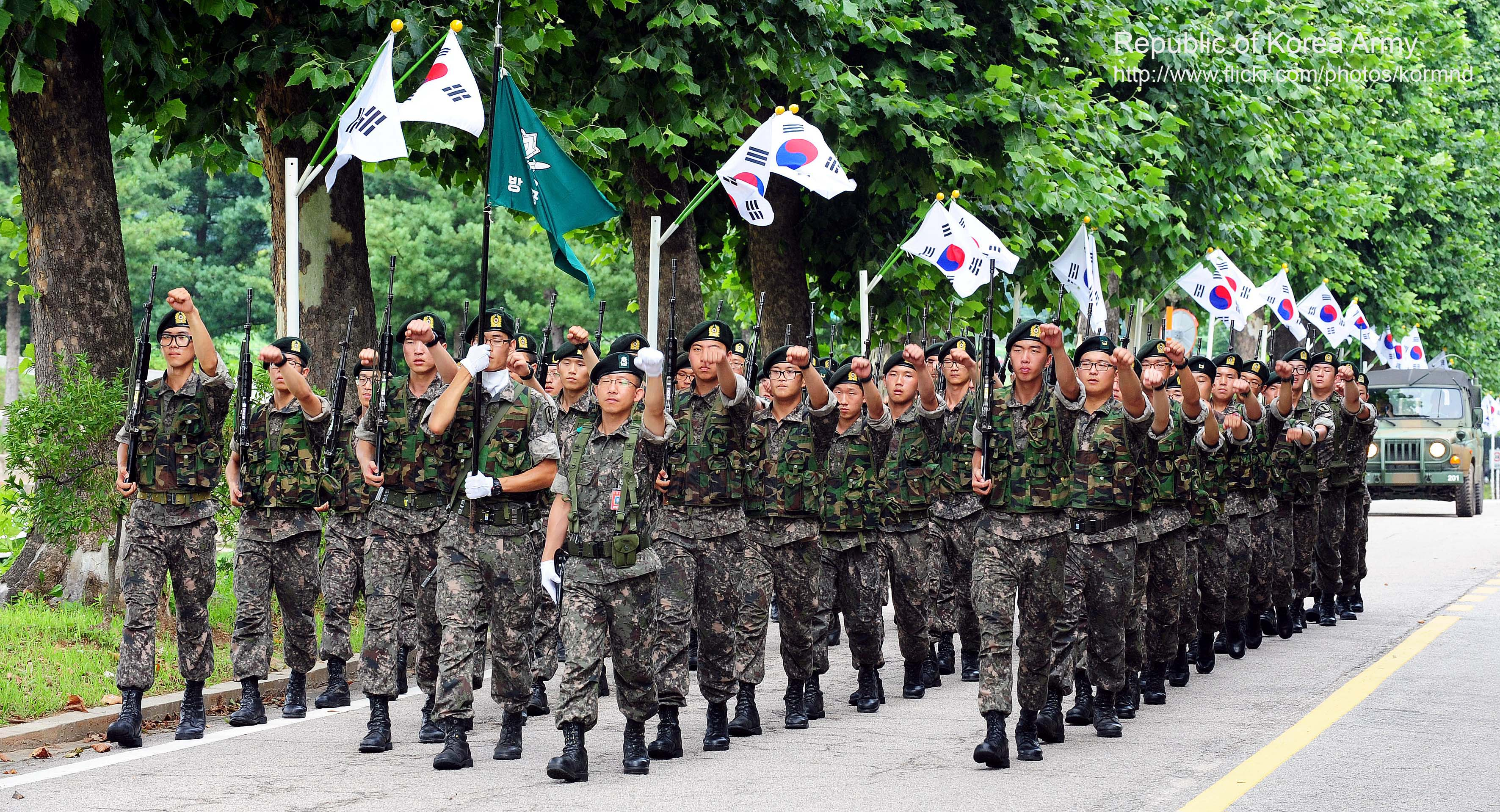
국기게양식을 마치고 행진하고 있는 제1보병사단 장병들

- 사단본부
- 제11보병여단
- 제12보병여단
  - 도라전망대
- 제15보병여단
- 포병여단
- 사단 직할대
  - 본부근무대
  - 공병대대
  - 전차대대
  - 수색대대
  - 의무근무대대
  - 정보통신대대
  - 군수지원대대
  - 방공중대
  - 토우중대
  - 군악대
  - 화생방대대
  - 군사경찰대
  - 보충중대
  - 항공대

## 사단가
```
(1절)
내 조국 삼천리를 지켜서 싸워가는
우리는 맹호같은 필승의 용사로다.

송악산 10 용사의 무혼을 본받아서
옹진 전투 싸워 이긴 명예로운 1 사단.

(2절)
세계에 이름 떨친 평양성 공략작전.
서울을 재탈환한 우리의 장한 무훈.

임진강 대반격전, 신벽제, 봉일천들.
차례로 싸워 이긴 승리의 1 사단.

(3절)
인류의 자유, 평화 위하여 전진하는
제일의 용사들이 굳세게 뭉치었다.

조국의 통일 위해 들끓는 이 가슴들.
화랑의 정신으로 단결한 1 사단.

(4절)
충성과 명예로써 단결된 전진부대.
우리의 가슴에는 통일의 굳은 의지.

3 땅굴 발견하여 드높은 이 기상을
통일의 그날까지 떨쳐가는 1 사단.

(후렴)
청사에 찬란히 길이 빛날 전공을
세기에 휘날리는 당당한 사단.

1 사단! 1 사단! 천하의 1 사단!
승리의 개가를 높이 불러라!

```

## 사건사고
- 2002년 2월 19일 1사단 12연대 1대대 2중대 3소대가 소초장 중위 조현권, 부소초장 하사 장학선이 경계임무중이던 GOP부근 000초소에서 경계병 병장 하재훈, 이병 양승섭에 의해 북한군 주성일(22) 상급병사(우리군 병장)가 19일 오후 11시 18분께 경의선 남측 최북단 도라산역 인근으로 귀순 - 매경참고링크[3]
- 2015년 DMZ 지뢰폭발사건, 북한 지뢰 폭발 사건 재구성

## 같이 보기
- 주한 미군
- 전두환
- 백선엽
- 모락산 전투
- 송악산 5·4 전투